# 平民英雄榜
《平民英雄榜》，是台灣信吉衛星電視台節目部製作的公益節目。

## 節目內容
節目以關懷弱勢團體為主，並且記錄他們生活點滴。
介紹各個公益團體，讓大眾更了解此公益團體的宗旨與主要追求目標。

## 外部連結
- 平民英雄榜節目連結
- 信吉衛視官網 （页面存档备份，存于）
- 信吉衛視粉絲專頁 （页面存档备份，存于）
- 信吉衛視youtube頻道